# 藤原胤子
藤原 胤子（ふじわら の いんし/たねこ、生年不詳 - 寛平8年6月30日（896年8月12日））は、内大臣藤原高藤（藤原北家冬嗣の孫）女。母は宮道列子。第59代宇多天皇女御、第60代醍醐天皇・敦慶親王・敦固親王・柔子内親王・敦実親王生母。同母兄弟に大納言右大将藤原定国・右大臣藤原定方。

## 生涯
元慶8年（884年）頃、光孝天皇の第七皇子源定省と結婚。同9年（885年）、長男維城（のち敦仁と改名）を産む。仁和3年（887年）、夫定省が皇族に復帰し即位する（宇多天皇）。同4年（888年）更衣となり、禁色を赦される。寛平4年（892年）1月、従四位下に叙され女御の宣旨を受ける。同年4月、敦仁親王が立太子。同8年（896年）に逝去。同9年、醍醐天皇の即位により皇太后を追贈された。
『今昔物語』によれば、父高藤が山科へ鷹狩に出かけた際雨宿りをした宇治郡司宮道弥益の家で、弥益の娘列子を見初め一夜の契りでもうけたのが胤子である。宇多天皇との間に四男一女をもうけながらも早世したが、所生の醍醐天皇が即位したことによって高藤は内大臣にまで昇進、胤子の兄弟定方も右大臣となり、同家は以後北家勧修寺流と称されることになった。
陵墓は小野陵（京都府京都市山科区勧修寺北大日町）。